# جان کلیفورد پمبرتون
جان کلیفورد پمبرتون (انگلیسی: John C. Pemberton; ۱۰ اوت ۱۸۱۴ – ۱۳ ژوئیهٔ ۱۸۸۱) فرد نظامی اهل ایالات متحده آمریکا بود.